# Michael Brantley
Michael Charles Brantley Jr, född den 15 maj 1987 i Bellevue i Washington, är en amerikansk professionell basebollspelare som spelar för Houston Astros i Major League Baseball (MLB). Brantley är leftfielder.
Brantley har tidigare spelat för Cleveland Indians (2009–2018). Han har tagits ut till MLB:s all star-match fem gånger och har vunnit en Silver Slugger Award.
Brantley draftades av Milwaukee Brewers 2005 som 205:e spelare totalt.
Brantley är son till Mickey Brantley, som har varit både spelare och tränare i MLB.